# Pintura gótica internacional

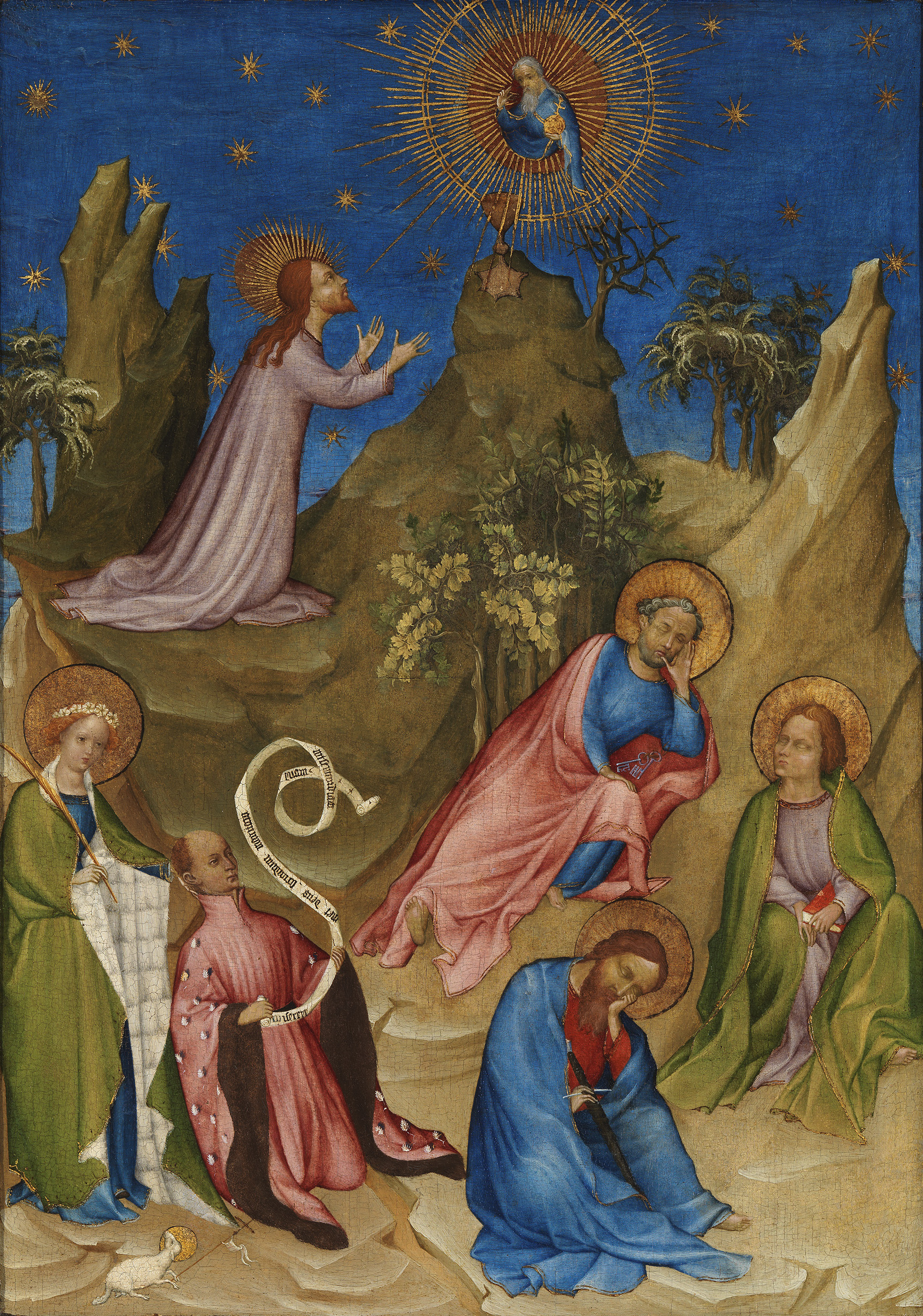
Colart de Laon. La oración en el huerto con el donante Luis I de Orleans, hacia 1405-1408 Museo del Prado

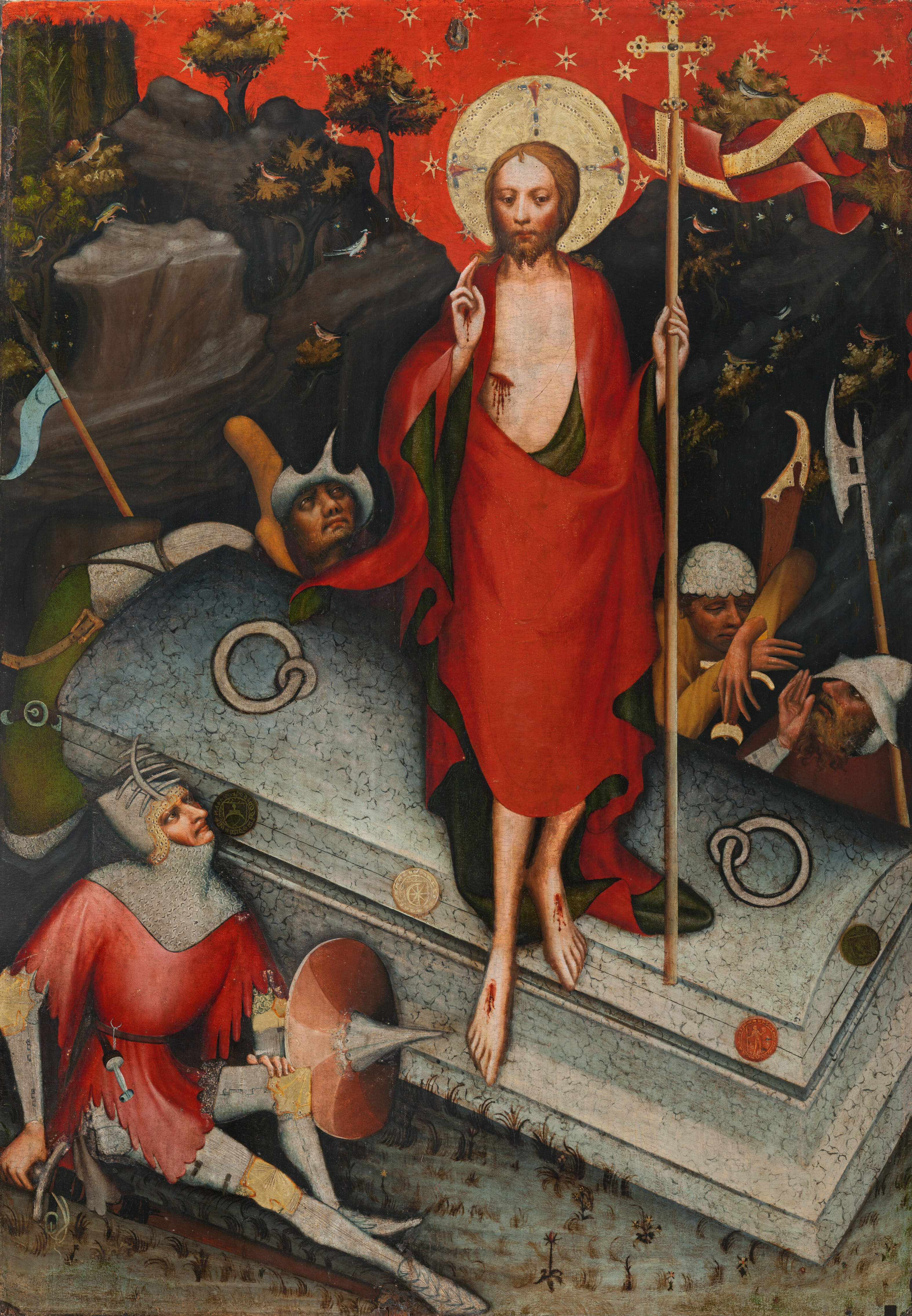
Maestro de Třeboň o Maestro de Wittingau. La resurrección. Panel del Retablo del Altar de Třeboň. Hacia 1390. Národni Galeri. Praga

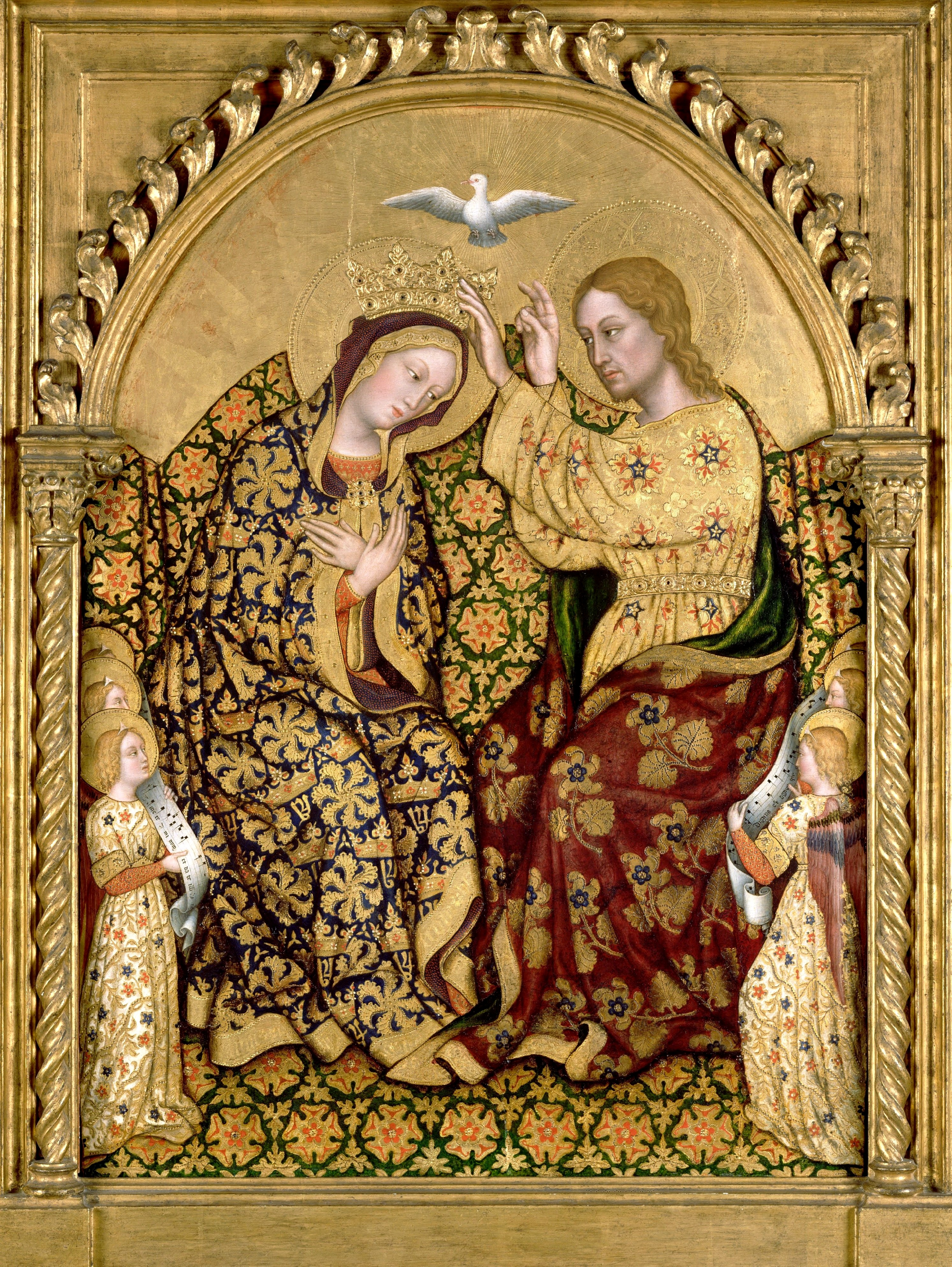
Gentile da Fabriano. La Coronación de la Virgen. Pintura sobre tabla. Hacia 1422-25. Colección particular. París

El gótico internacional es un estilo dentro de la pintura gótica que se desarrolló en Borgoña, Bohemia y el norte de Italia a finales del siglo XIV y principios del siglo XV.
Fue en este periodo cuando los artistas viajaron ampliamente por el continente, creando una estética común entre la realeza y la nobleza y eliminando así el concepto de un arte "extranjero". Las principales influencias estuvieron en el norte de Francia, los Países Bajos e Italia.

## Historia
Durante el último tercio del siglo XIV y primer tercio del siglo XV, los frescos y las tablas pintadas o las miniaturas realizadas por las distintas escuelas locales o regionales, muestran entre sí un gran parecido. Asimismo, las vidrieras, los tapices, los bordados y los esmaltes suelen reflejar el estilo de las pinturas. El rasgo principal de la que se ha llamado estética gótica es reconocible, en primer lugar, por la estilización a que se someten todas las formas, desde la figura humana y su ropaje, hasta los árboles y las rocas. El origen de este estilo, al cual la crítica ha denominado "estilo gótico internacional", se halla en la evolución de la sociedad y de la cultura durante la Baja Edad Media, en la superación del feudalismo y en el avance de las ciudades y de la burguesía como clase social emergente.
Las grandes catedrales con sus vidrieras de colores fueron el reflejo del despertar de un orgullo cívico en las ciudades de Europa durante el siglo XII. Ciento cincuenta años después de las primeras catedrales góticas de la Isla de Francia, las ciudades europeas eran centros comerciales y económicos florecientes, independientes del poder de la Iglesia o de la aristocracia feudal. Una nueva clase social emergió en las ciudades de la Baja Edad Media: la burguesía, es decir, la clase de los artesanos y mercaderes, de los trabajadores no vinculados a la tierra o al señor. Una nueva escala de valores, acorde con la realidad económica, y una nueva concepción social racionalista se desarrolla paulatinamente sustituyendo el orden feudal para dar paso a un nuevo orden social.
En este nuevo orden social, la aristocracia feudal abandona sus castillos y mansiones fortificadas para trasladarse a las ciudades, cerca de las cortes de los soberanos o de los poderosos. En el siglo XIV, la burguesía se fragmenta en una clase de burgueses ricos que lucha por conservar sus privilegios, enfrentada a una pequeña burguesía que subsiste con penurias. La inestabilidad social forjará el acercamiento entre las clases medias privilegiadas con la nobleza cortesana cuyas prebendas ya no dependen de sus posesiones feudales sino de su posición al servicio del Rey, en unas cortes que son el centro del poder político. A lo largo del siglo la nobleza cortesana adopta progresivamente los nuevos valores económicos y sociales de la burguesía mientras esta se esfuerza por adquirir prestigio y emular el modo de vida aristocrático.
Estas nuevas clases privilegiadas no se sienten reflejadas en el arte de las catedrales y buscan la ostentación como reflejo de su posición. Demandan un arte más elitista y refinado ya que los vitrales de las catedrales representan, para ellos, un arte plebeyo, de rústicos burgeses y frailes. Las clases privilegiadas se intercambian libros ilustrados con miniaturas, o pequeñas tablas pintadas, fáciles de transportar por los mercaderes cuyas caravanas cruzan toda Europa. Las escuelas locales conocerán lo que se hace en otras ciudades, los talleres de pintura realizan ilustraciones o tablas para los poderosos a la vez que diseñan los cartones para los vitrales. Las obras se adquirían y vendían lejos de su lugar de producción. Y también los pintores viajaban.
Desde la corte de los Papas de Aviñón que a la sazón era el principal foco de intercambio cultural, el "estilo gótico internacional" se extenderá por Europa durante el último tercio del siglo XIV, como resultado de un intercambio internacional de gustos y técnicas pictóricas. Simone Martini y otros artistas italianos y franceses tomarán contacto con las escuelas pictóricas de Flandes, Renania o Bohemia o los reinos ibéricos, las cuales difundirán por Europa el realismo naturalista de los pintores de la escuela sienesa y la caligrafía refinada de las miniaturas francesas.
El estilo internacional se crea en el centro de Europa, como resultado de la unión entre el gótico lineal y la pintura trecentista italiana.

## Estilo

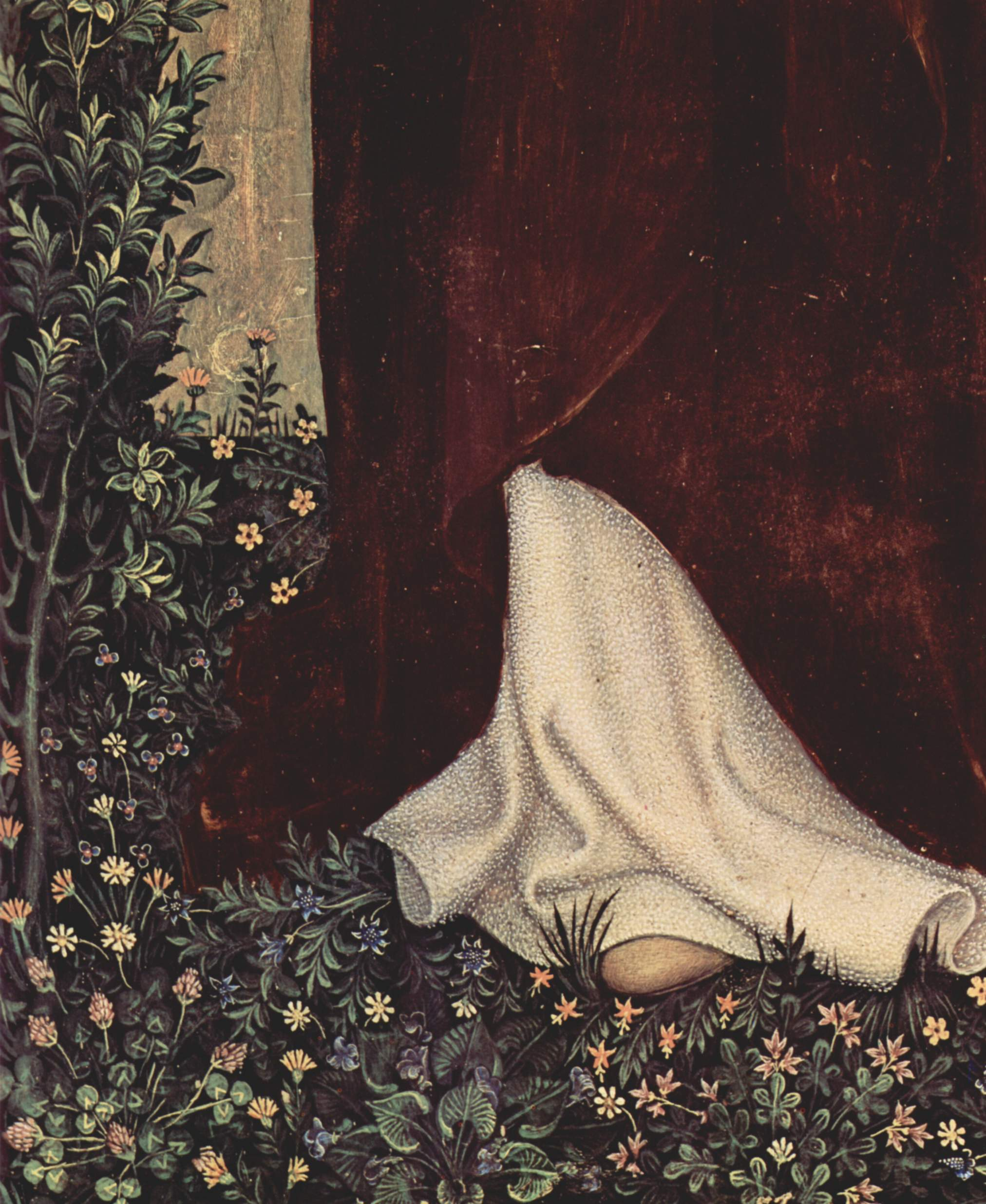
Coronación de la Virgen, de Gentile da Fabriano: Detalle que muestra el naturalismo y el cuidado con que se representaban elementos como las flores.

Se trata de obras caras y refinadas, de colorido rico y decorativo, con abundante uso del oro. Las líneas son flotantes y curvas, como se refleja en la minuciosidad con la que se representan los trajes: plegados abundantes y sinuosos. Las figuras de los personajes se estilizan. Visten ricos trajes. 
También se hizo un uso más racional de la perspectiva, el modelado, y la ambientación, desconocidos en Occidente desde la antigüedad.
Es una pintura que atiende mucho al detalle. Así, tiende a ser naturalista en su representación del mundo: los animales, las plantas, los elementos de la vida cotidiana, son cuidadosa y fielmente reflejados; al mismo tiempo, tenían todo un contenido simbólico al que no eran ajenos los refinados clientes de las cortes aristocráticas. 
Se valora lo anecdótico y lo expresivo. Se cultiva la pintura religiosa, en la que aparecen representados los príncipes. Hay representaciones de temas caballerescos y de la corte.

## Artistas
Los primeros artistas de este estilo se encuentran en las cortes de los duques de Berry y de Borgoña. El Duque de Berry contó sobre todo con los servicios de notables miniaturistas como Hesdin, autor de las Grandes Horas (Biblioteca Nacional de Francia), y sobre todo, a los Hermanos Limbourg, cuya obra maestra es Las muy ricas horas del duque de Berry (Museo Condé de Chantilly).
En la corte de Felipe II de Borgoña destacaron los pintores de tablas: Jean de Beaumetz, Melchor Broederlam, Jean Malouel y Henri Bellechose.
Destacan los pintores centroeuropeos, tanto alemanes como bohemios. Así, en Alemania cabe mencionar a Conrad Soest, en Westfalia y al Maestro Francke, en Hamburgo. Destaca la obra de Stefan Lochner, perteneciente a la escuela de Colonia, destacando entre sus delicadas obras la Virgen de la Rosaleda y el Tríptico de la Adoración de los Reyes, ambas piezas en Colonia.
Praga fue uno de los centros que creó este estilo internacional, siendo sus dos maestros más destacados el Maestro del Jardín del Paraíso (obra conservada en el Instituto Staedel, Fráncfort del Meno), hacia 1420 y el Maestro de Trebon. 
Numerosos son los pintores que en España siguen este estilo, en particular en lo que fue el territorio de la Corona de Aragón:
- Escuela de Valencia: Lorenzo Zaragoza (Retablo de Jérica), Pere o Pedro Nicolau (retablo de Sarrión) y el alemán Marzal de Sax (gran retablo de San Jorge).
- Escuela catalana: Lluís o Luis Borrassá (retablo de Santa Clara del Museo de Vich, retablo de san Pedro en Tarrasa, retablo de Guardiola), Bernardo Martorell (retablo de san Jorge, retablo de la Transfiguración en la catedral de Barcelona y retablo de San Pedro de Púbol).
- Aragón: Pedro Zuera, el maestro de Arguís y Juan Leví.
- Mallorca: Francisco Comes.
- Castilla: Nicolás Francés (tablas del primitivo retablo mayor de la catedral de León), Dello Delli (retablo de la Catedral Vieja de Salamanca), Nicolás Florentino (fresco del Juicio Final en la Catedral Vieja de Salamnca).
- Sevilla: Juan Hispalense.
- Otros: Miguel Alcañiz, Luis Dalmau, Gonçal Peris, Jaime Huguet.

También trabajaron en España los florentinos Gherardo Starnina y Nicolás de Antonio que con Juan Rodríguez de Toledo se encargaron de las pinturas murales de la capilla de San Blas de la Catedral de Toledo.
En Italia se desarrolló especialmente en Lombardía, con Michelino da Besozzo, Siena (Sassetta, Sano di Pietro y Giovanni di Paolo), así como Florencia, con Lorenzo Monaco, Gentile da Fabriano y Jacopo Bellini.
También fue centro de este estilo la corte de Ricardo II de Inglaterra.
Los hitos más destacados de la Pintura Gótica internacional son:
- El estilo cortesano del siglo XIII
- El naturalismo del siglo XIV en Italia
- El arte franco-flamenco y sus relaciones con Italia
- La difusión del estilo franco-flamenco en Europa
- La Pintura Gótica en la península Ibèrica
- Un manierismo del siglo XIV

## Galería

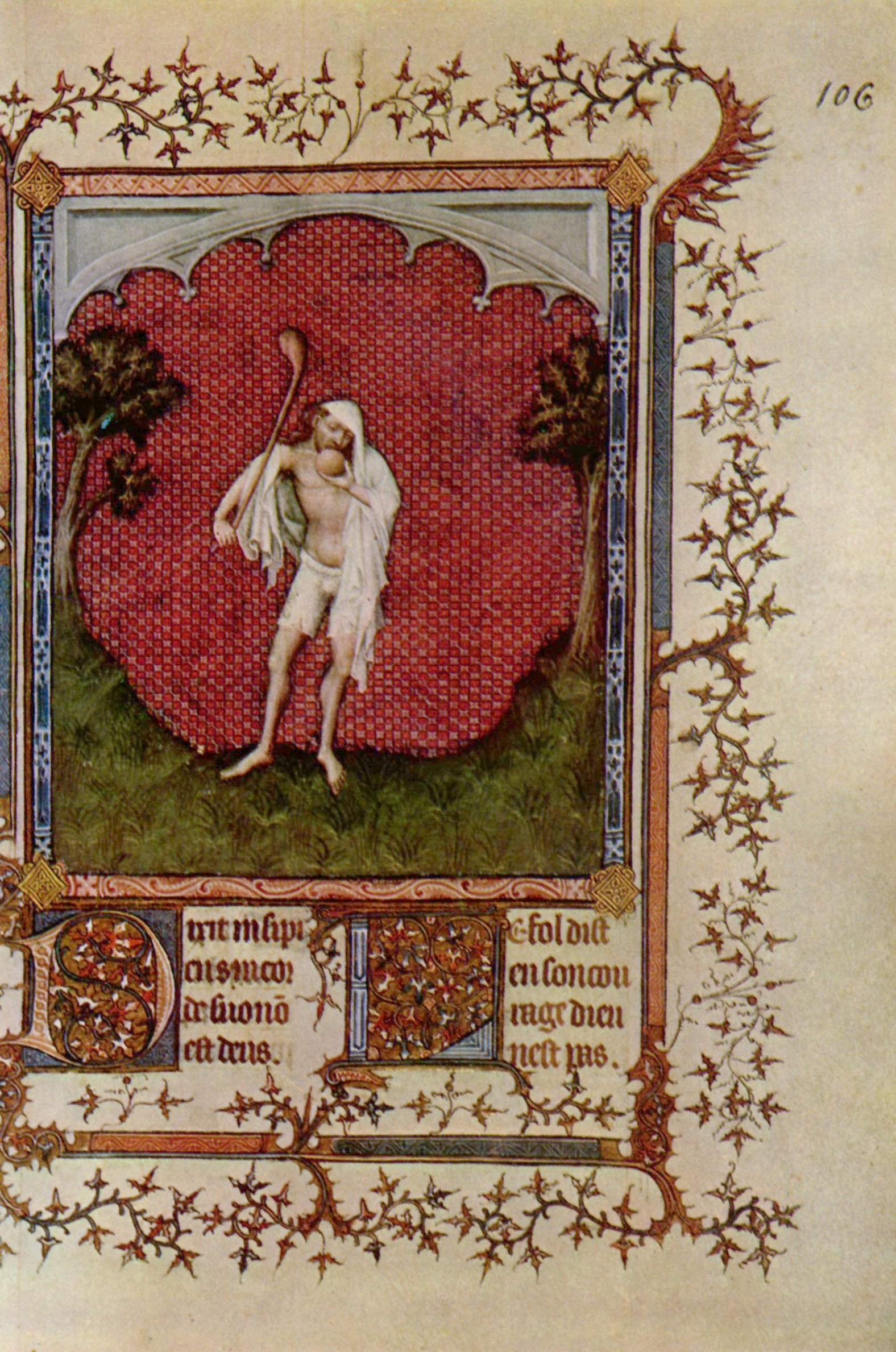
Pequeñas Horas del Duque de Berry, Jacquemart de Hesdin, h. 1386, Biblioteca Nacional, París
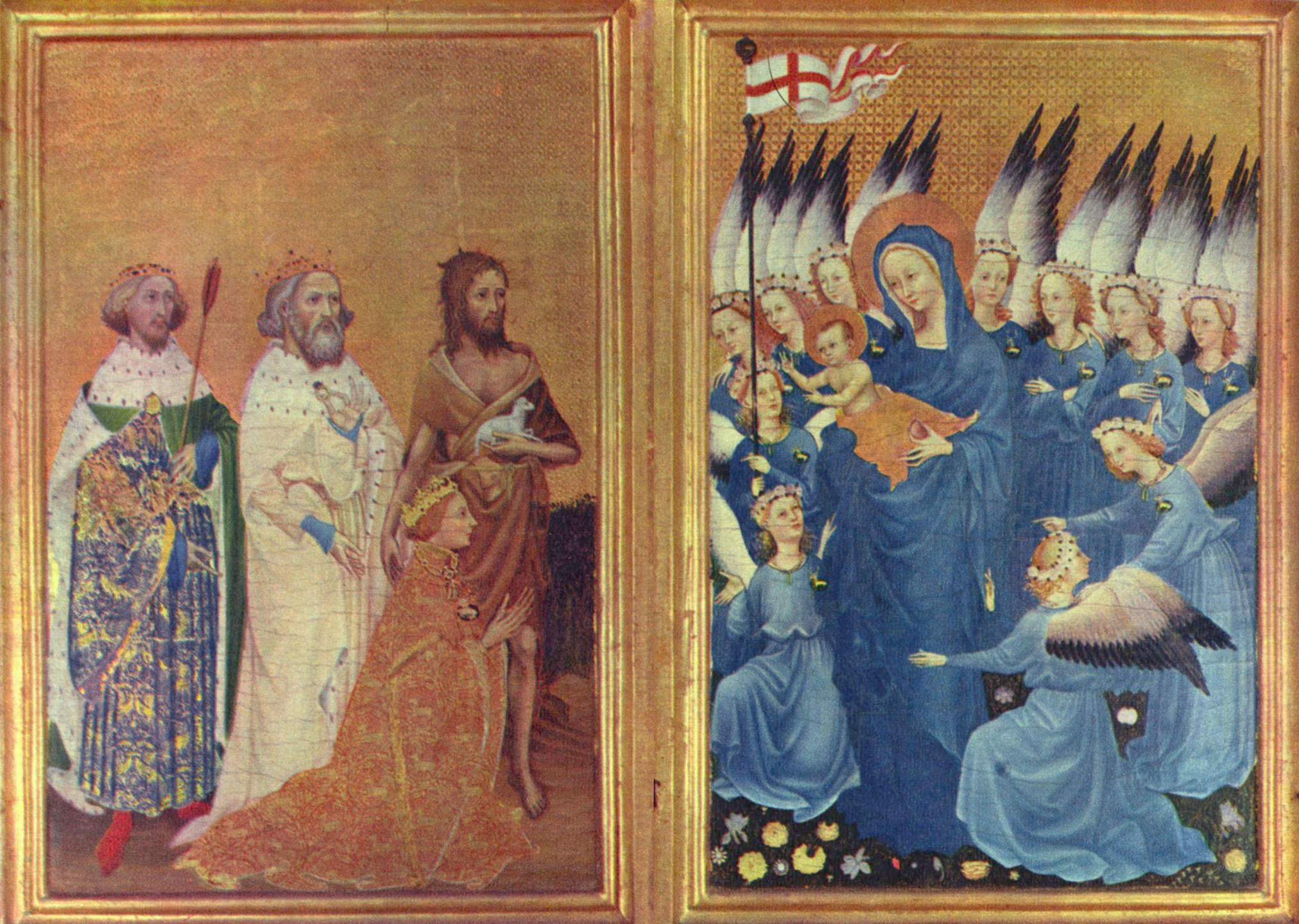
El Díptico de Wilton, h. 1395
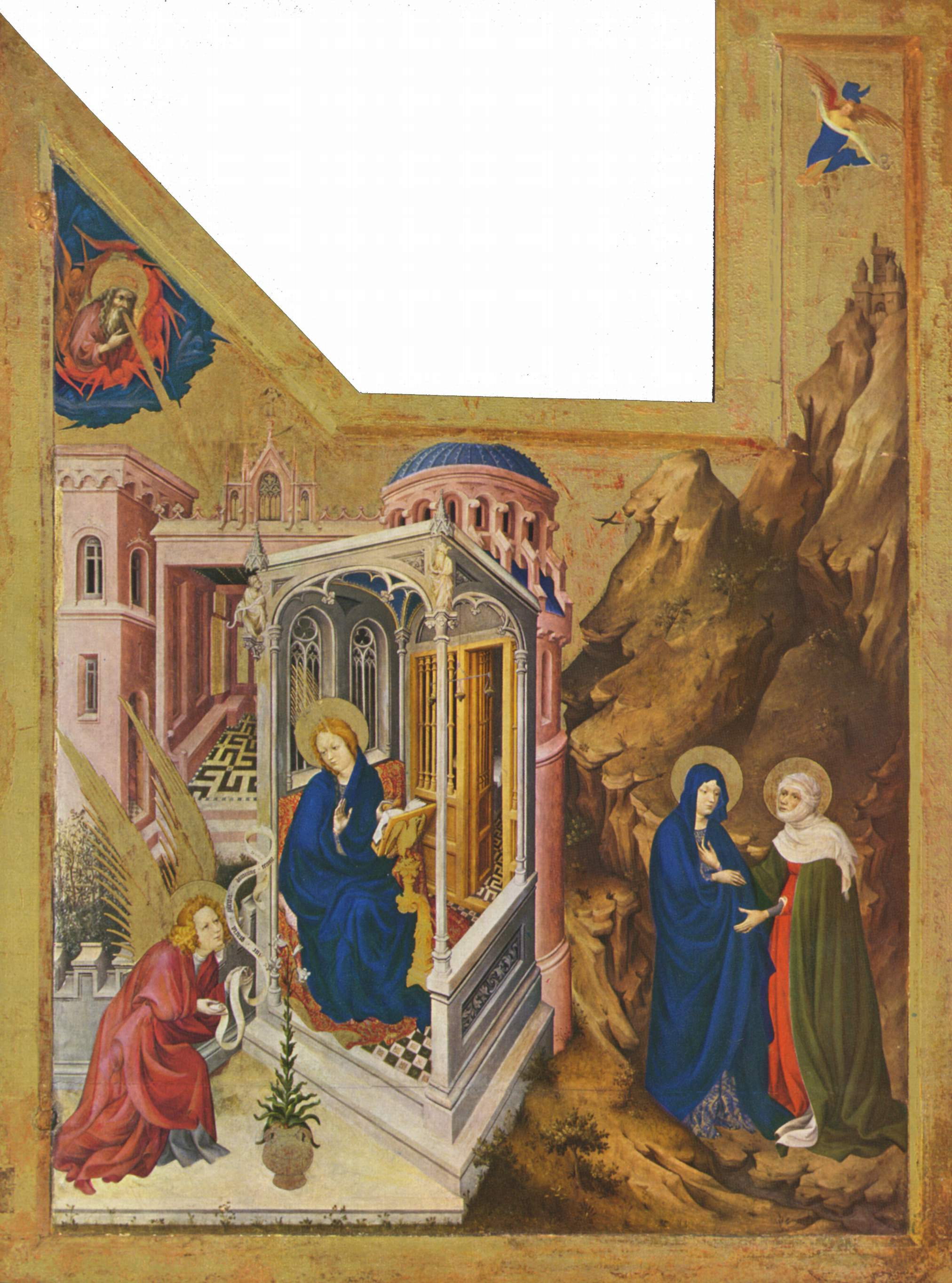
Altar para Felipe el Atrevido, Duque de Borgoña, obra de Melchor Broederlam, 1398, Dijon
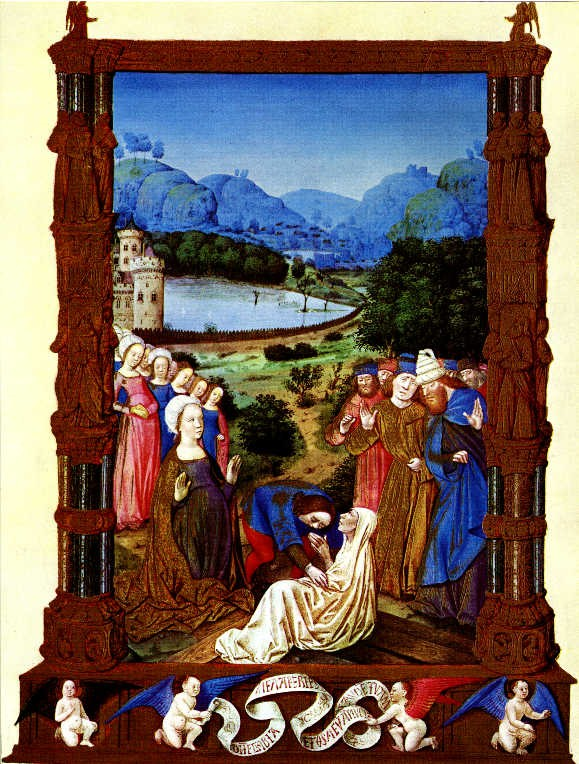
Miniatura de las Muy Ricas Horas del Duque de Berry, por Jean Colombe, h. 1410
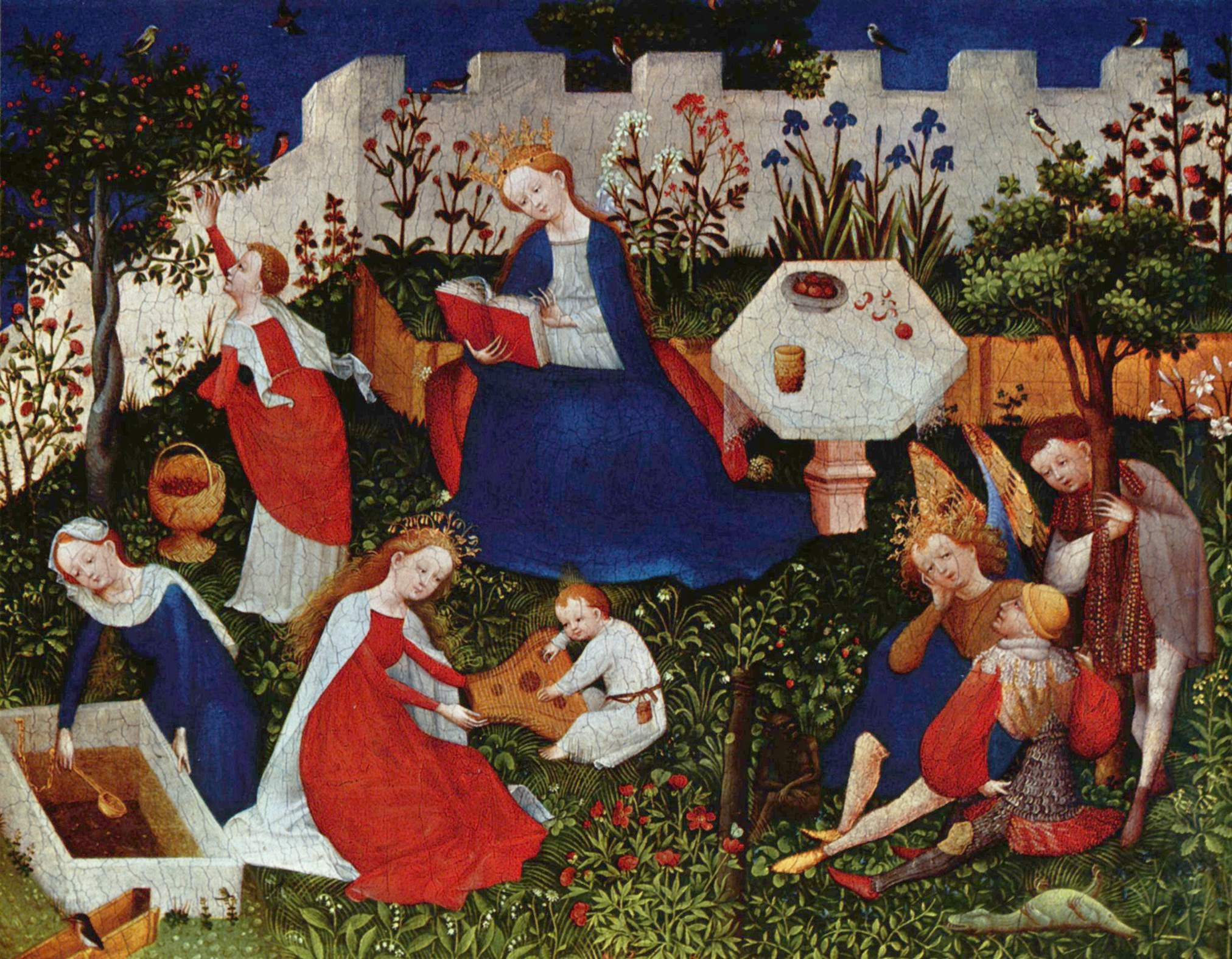
Maestro del Jardín del Paraíso, h. 1420, Fráncfort del Meno
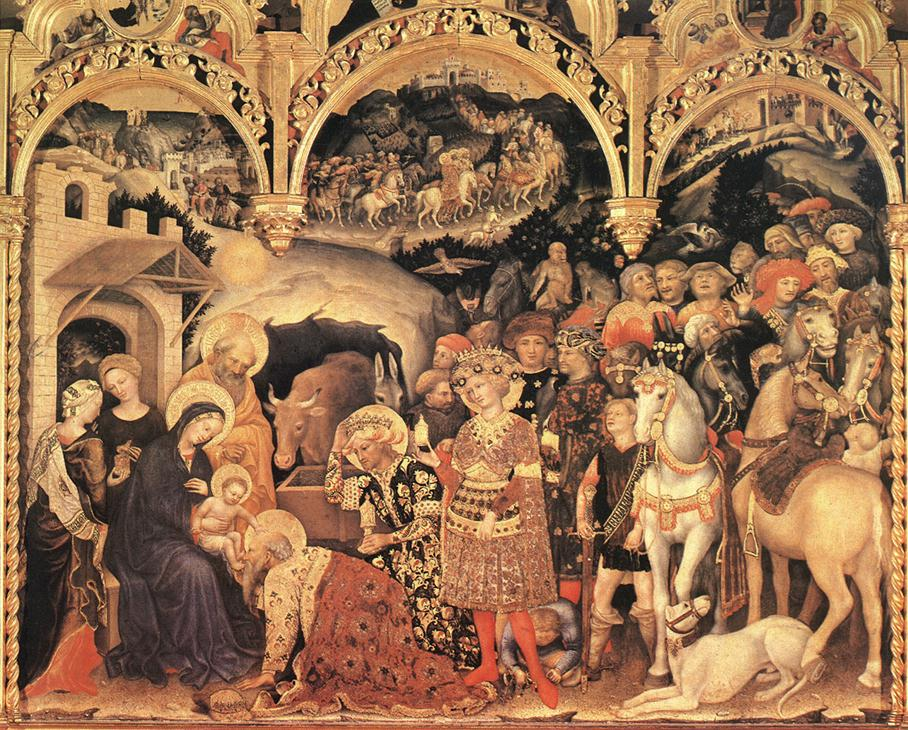
Gentile da Fabriano, Adoración de los magos (1423) Temple sobre madera, 300 x 282 cm Uffizi, Florencia
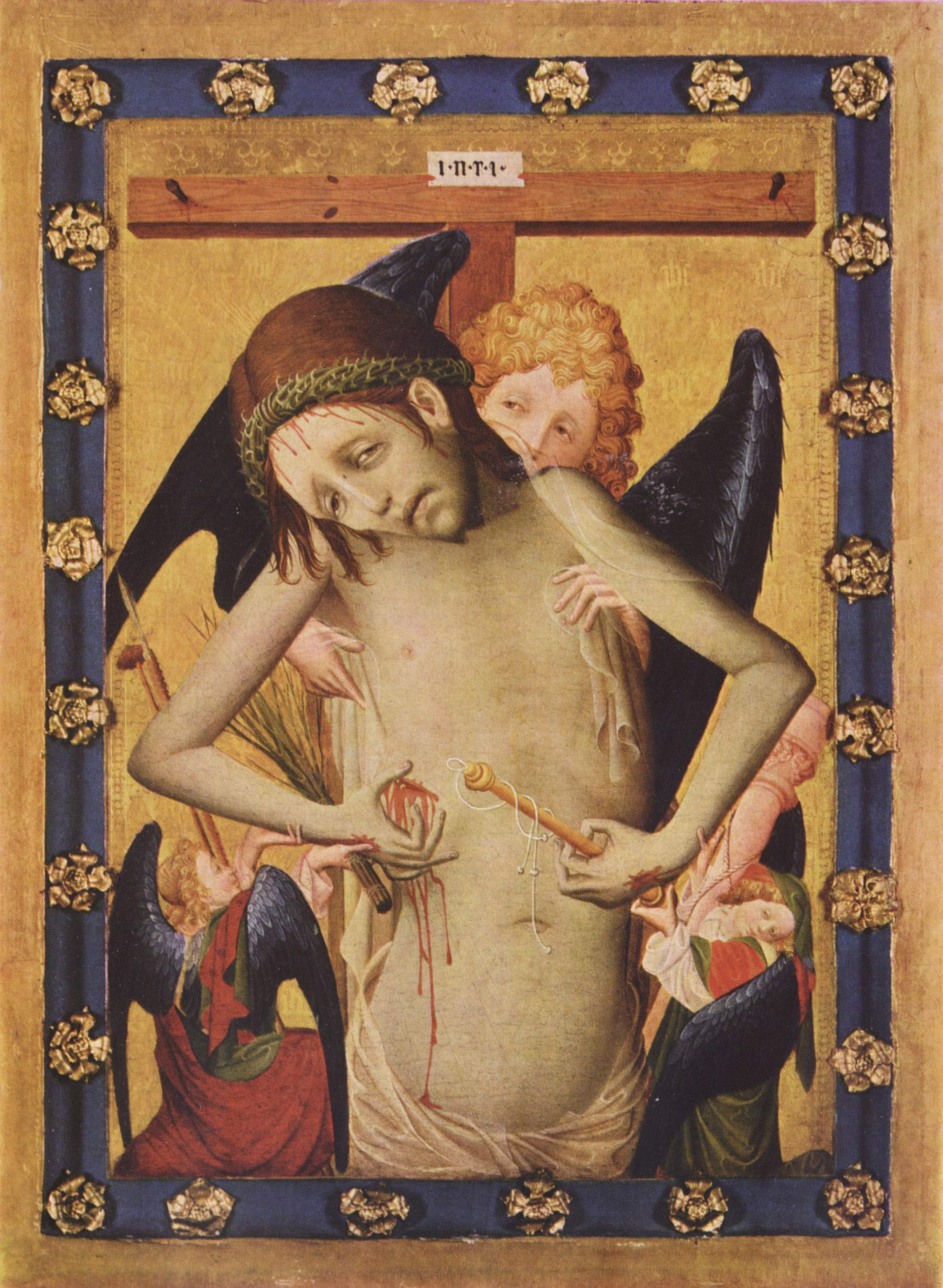
Varón de Dolores, Maestro Francke, h. 1430, Museo de Leipzig
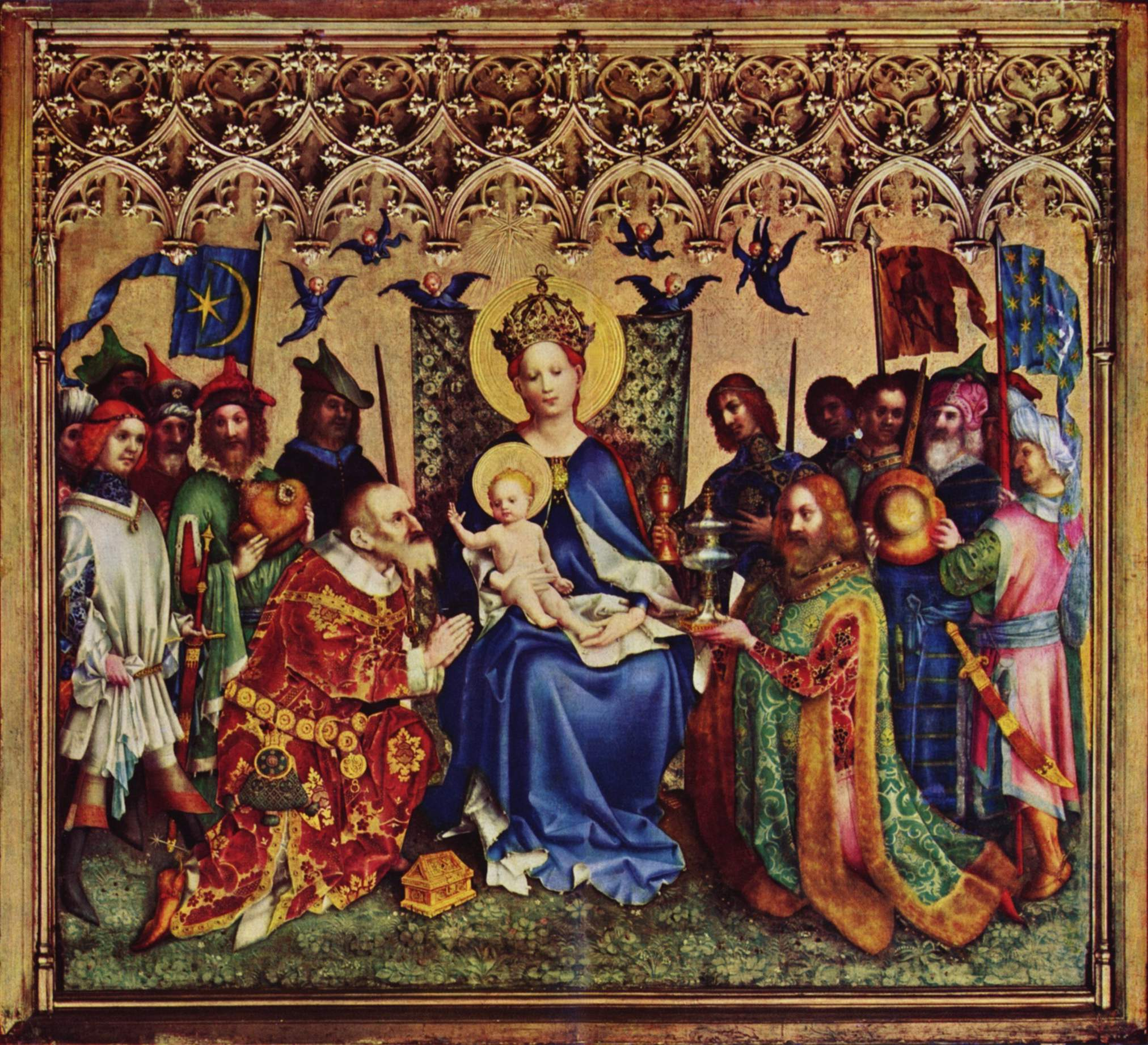
Adoración de los Reyes, Stefan Lochner, h. 1440, Catedral de Colonia
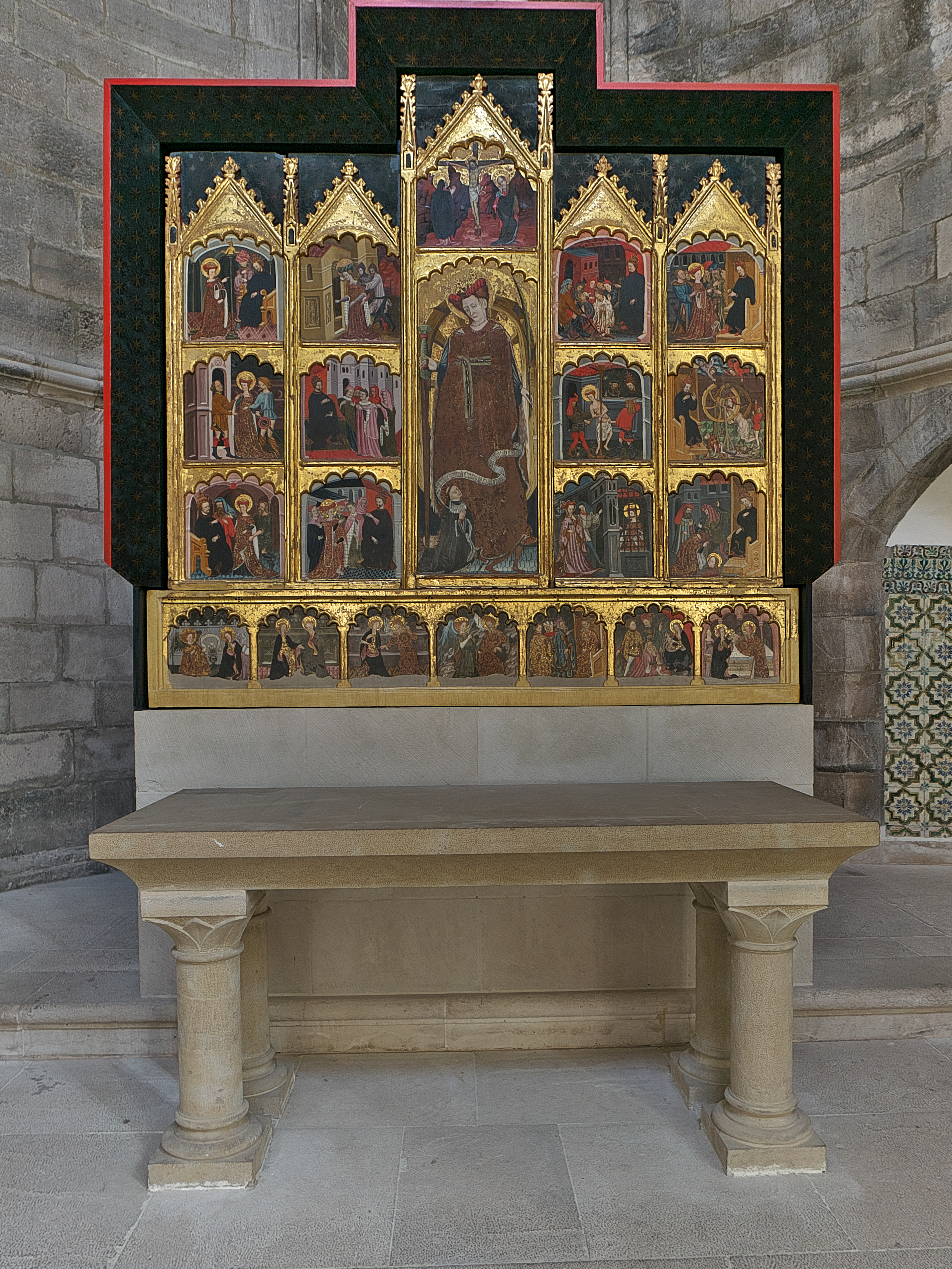
Pinturas de Santa Catalina, Catedral de Tudela